# Harald von Hirschfeld
Harald von Hirschfeld (10 de julio de 1912 - 18 de enero de 1945) fue un criminal de guerra y general en la Wehrmacht de la Alemania Nazi quien comandó la 78. Volksgrenadier-Division durante la II Guerra Mundial. Recibió la Cruz de Caballero de la Cruz de Hierro con Hojas de Roble.
Hirschfeld, el hijo de un comerciante de Mecklemburgo, fue educado y formado mayormente en el extranjero, en Sur América, España, Londres, y París y hablaba con  fluidez en italiano y español. Se unió a la Wehrmacht en 1935 e hizo gran parte de su carrera en la 1.ª División de Montaña (1. Gebirgs-Division): en 1938 es adjunto del 2.º batallón, en agosto de 1940, toma el mando de la 7.ª compañía, en agosto de 1942 lidera la 2.ª compañía y a inicios de octubre de 1943 es el comandante del 98.º Regimiento de Montaña.
En septiembre de 1943, como coronel en la 1.ª División de Montaña, jugó un importante papel en la masacre de la División Acqui, la muerte de 5155 prisioneros de guerra italianos de la 33.ª División de Infantería de Montaña Acqui en Cefalonia.
El 15 de enero de 1945, fue promovido a Generalmajor. En ese día fue puesto oficialmente al mando de la 78.ª División de Asalto, que había liderado oficiosamente desde el 26 de septiembre de 1944. Era el oficial general más joven de la Wehrmacht. Fue gravemente herido durante la Batalla del Paso de Dukla y murió de camino al hospital de campaña el 18 de enero de 1945. Fue póstumamente promovido a teniente general el 10 de febrero de 1945. Hirschfeld estaba casado con Sylvinia von Dönhoff, quien más tarde contraería matrimonio con el antiguo piloto de cazas Adolf Galland.

## Condecoraciones
- Medalla del Anschluss (8 de noviembre de 1938)[7]
- Cruz de Hierro (1939)  2.ª Clase (1 de noviembre de 1939) & 1.ª Clase (28 de junio de 1941)[9]
- Medalla de herido (1939) en Negro (23 de julio de 1941), en Plata (23 de septiembre de 1941) & en Oro (2 de octubre de 1941)[7]
- Insignia de la Infantería de Asalto (25 de julio de 1941)[7]
- Orden de la Corona de Rumania con Espadas en la Cinta, 5.ª Clase (1 de noviembre de 1941)[7]
- Medalla del Frente Oriental (1 de agosto de 1942)[7]
- Cruz de Caballero de la Cruz de Hierro con Hojas de Roble
  - Cruz de Caballero el 15 de noviembre de 1941 como Oberleutnant y jefe del 7./Gebirgsjäger-Regiment 98[10]
  - Hojas de Roble el 23 de diciembre de 1942 como Hauptmann y líder del 11./Gebirgsjäger-Regiment 98[11]